# Север против Юга
«Се́вер про́тив Ю́га» (фр. Nord contre Sud) — приключенческий роман французского писателя Жюля Верна, входящий в цикл «Необыкновенные путешествия». Написан в 1887 году.

## Публикация
Первый вариант названия романа — «Последняя невольница», затем «Север и Юг».
Первая публикация романа — в журнале Этцеля «Magasin d’Éducation et de Récréation» с 1 января по 1 декабря 1887. В отдельном издании роман первоначально был выпущен в двух книгах, первая — 26 мая, и вторая — 14 ноября 1887 года.
17 ноября 1887 года вышло иллюстрированное издание романа (85 иллюстраций Леона Бенета); это был двадцать второй «сдвоенный» том «Необыкновенных путешествий».
Первый русский перевод романа появился в 1888 году в ежемесячных приложениях к журналу «Вокруг света».

## Сюжет
Действие книги происходит во Флориде, в разгар Гражданской войны. В центре повествования стоит конфликт, с одной стороны, богатого плантатора и противника рабовладения Джемса Бербанка, и, с другой, бандита Тексара, сторонника рабства. Главные герои романа живут в городе Джексонвилл, на юге Флориды. Роман начинается с того, что Бербанк выступает в суде против Тексара с обвинениями в разбое, но тому удается уйти от правосудия. Тексар предъявляет на суде алиби: во время преступления его видели в другой части страны. Несмотря на множество свидетелей, видевших преступления Тексара, судья вынужден снять с него  обвинения.
Тем не менее, конфликт главных героев продолжается: Джемс Бербанк открыто выступает за отмену рабства во Флориде, а своих чернокожих работников отпускает на свободу. Задолго до этого он был по отношению к ним добрым и гуманным. Тексар не согласен с его позицией: он считает негров животными, призванными служить белым хозяевам. Кроме того, Тексар знает, что сын Джеймса, уйдя добровольцем на фронт, принимает участие в военных действиях на стороне северян, и собирается использовать это знание против Бербанка. Через некоторое время Тексар, будучи предводителем сторонников рабства, свергает законную городскую власть, и становится правителем Джексонвилла. Собрав большую армию из джексонвилловских бандитов, он идет на приступ имения Бербанка. Негры Бербанка, узнав сложившиеся обстоятельства, отказываются покинуть своего бывшего хозяина, и массово вооружаются, готовясь к битве. В тяжелой схватке люди Бербанка наносят джексонвилловской банде огромный урон, и разбитая армия Тексара отступает обратно в город.
Однако Бербанк просчитался: думая, что его имение падет, он загодя отправил в тыл свою дочь Ди, сопровождаемую кормилицей  — мулаткой Зермой. Тексар, предвидя этот ход, лично приходит в нужное место, и, убив телохранителей Ди, похищает ее вместе с Зермой.
Сын Бербанка, обеспокоенный похищением сестры, тайно приезжает к отцу. Его боевые канонерки стоят в устье реки, но не могут подняться к Джексонвиллу из-за мелкого дна. Отправляясь обратно на корабль, сын Джеймса попадает в засаду южан, и его берут в плен. Однако его друг Марс, муж Зермы, спасается, делая потом доклад капитану флотилии северян. Капитан, пользуясь небывалым приливом в устье реки, прорывается через мель и захватывает Джексонвилл. 
Взятого под стражу Тексара обвиняют в похищении Ди и Зермы. Но Тексар опять показывает алиби: множество людей видели его в поезде, идущем по северной территории США одновременно с похищением. Несмотря на показания Бербанка, который лично видел Тексара на лодке, увозящей его дочь, суд вынужден оправдать бандита.
Тем временем Зерму и Ди увозят на давнюю базу Тексара, запрятанную в болотах. Их сторожит индеец Скуамбо, преданный Тексару, а также несколько негров-рабов. Один из рабов сочувствует Зерме, и последняя просит его передать записку властям.
Бербанки, отец и сын, а также мулат Марс, желая спасти своих близких, собирают большой вооруженный отряд. Прочесывая реку, отряд находит островную базу Тексара. На острове есть лишь один человек - умирающий негр, решивший помочь Зерме. Тексар разоблачил его, и ударил ножом в грудь. Негр, умирая, рассказывает Бербанкам, куда отвезли пленниц.
Используя его показания, отряд идет на север Флориды, в непроходимые болота. 
По пути отряд Бербанка встречается с другим отрядом  — в нем идут американцы-северяне, целью которых является арест и казнь Тексара. Выясняется, что Тексар, которого опознало множество людей, устроил резню, напав на конвой северян. Бербанк находится в недоумении: в это же время Тексар похитил его дочь. Он никак не мог участвовать в нападении на конвой.
Одновременно Зерма случайно делается свидетельницой необычной сцены: в комнате разговаривают два одинаковых человека, и каждый из них - Тексар. Зерма понимает, что в этом и состоит тайна Тексара: он - один из двоих братьев-близнецов. Каждый раз, когда один Тексар совершал преступление, второй показывался на людях, обеспечивая брату алиби. 
Один брат требует немедленной смерти Зермы, знающей их тайну. Однако второй возражает, указывая, что Зерма необходима для ухода за Ди. Ди - заложница, на кону стоят огромные деньги, и первый Тексар соглашается. 
Зерма, хорошо зная, что ее ждет, бежит с острова вместе с Ди. Оставшийся на базе Тексар безуспешно пытается ей помешать. Зерма пытается выйти навстречу друзьям, но ее нагоняет второй Тексар вместе с индейцем Скуамбо. Одновременно на боевые позиции выходит Бербанк вместе с отрядом северян. Раненую Зерму с боем спасают ее друзья, и они же вызволяют маленькую Ди. 
Тексар арестован. Однако в последний момент в круг врывается второй Тексар, которому сообщили об аресте брата. Оба брата утверждают, что они - один и тот же человек, и их обоих расстреливают. Бербанки и Марс возвращаются домой.
В конце романа Джеймс Бербанк тепло благодарит Зерму, убеждая ее остаться в имении в составе семьи.